# In questa città/Un'immagine
In questa città/Un'immagine è un singolo del gruppo musicale italiano Ricchi e Poveri del 1970.
In questa città è un brano musicale composto da Franco Califano, Edoardo Vianello, Giosy e Mario Capuano. Con questo pezzo il gruppo partecipa all'edizione 1970 del Cantagiro e poi del Festivalbar, arrivando a raggiungere il quarto posto della classifica della manifestazione. Nel 1990 è stato rieseguito dal trio e inserito nel disco Buona giornata e....
Nel 1971 la canzone è stata ripresa in inglese, col nuovo titolo Fate strange fate, dai Middle of the Road, gruppo musicale scozzese scoperto dai fratelli Capuano, autori del pezzo, che hanno affidato loro vari motivi italiani tradotti in inglese da Jack Fishmam e Lally Stott e che li hanno messi sotto contratto con la RCA Italiana, prodotti dallo stesso Giacomo Tosti che ha prodotto anche l'originale In questa città.
Nel testo si parla di un uomo che cerca invano la ragazza di cui è innamorato andando nella città di lei (La stazione dietro me, è qui la tua città. Io chiedo a tanta gente, di te non si sa niente...); qui si perde, gira in lungo e in largo senza trovarla; alla fine si fa notte (In questa città che non ho visto mai, perdo la pace, la vita e la notte per cercare te) e deve tornare al paese (è ora di tornare giù da me).
Un'immagine, brano del lato B, è stato scritto da Franco Califano, Hawcs e Powers.
Entrambi i brani sono contenuti nell'album di debutto del quartetto, dal titolo omonimo Ricchi e Poveri.

## Tracce
- In questa città (Franco Califano - Giosy Capuano - Mario Capuano - Edoardo Vianello)
- Un'immagine (Franco Califano - Hawcs - Powers)

## Crediti
- Ricchi e Poveri (Angela Brambati, Angelo Sotgiu, Franco Gatti, Marina Occhiena): voci
- Mario Capuano: direzione d'orchestra
- Vianello: edizioni musicali
- Franco Califano, Italo Greco, Giacomo Tosti: produzione

## Classifica
| Paese  | Posizione massima |
| ------ | ----------------- |
| Italia | 14                |

## Dettagli pubblicazione
| Paese  | Data | Etichetta | Formato | Nº Catalogo |
| ------ | ---- | --------- | ------- | ----------- |
| Italia | 1970 | Apollo    | 45 giri | ZA 50055    |

Pubblicazione & Copyright: 1970 - Apollo - Roma.

Distribuzione: RCA Italiana - Roma.